# Iacopo Regonesi
Iacopo Regonesi, né le 28 mars 2004 à Bergame, est un footballeur italien qui joue au poste d'arrière gauche à Clodiense (en), en prêt de l'Atalanta Bergame.

## Biographie

### Carrière en club
Né à Bergame en Italie, Iacopo Regonesi est formé par l'Atalanta Bergame, où il s'illustre d'abord en équipes de jeunes,,.
Il apparait une première fois sur la feuille de match en Serie A le 4 juin 2023.

### Carrière en sélection
En juin 2023, Regonesi est convoqué avec l'équipe d'Italie des moins de 19 ans pour participer au Championnat d'Europe des moins de 19 ans qui a lieu en juillet. 
Après sa victoire face à l'Espagne (3-2), l'Italie atteint la finale de la compétition,, où elle s'impose 1-0 face au Portugal, son premier titre dans la catégorie en 20 ans,,,.

## Palmarès
Italie -19 ans
- Championnat d'Europe
  - Vainqueur en 2023